# Wauwil
Wauwil is een gemeente en plaats in het Zwitserse kanton Luzern en maakte deel uit van het district Willisau tot op 1 januari 2008 de districten van Luzern werden afgeschaft.

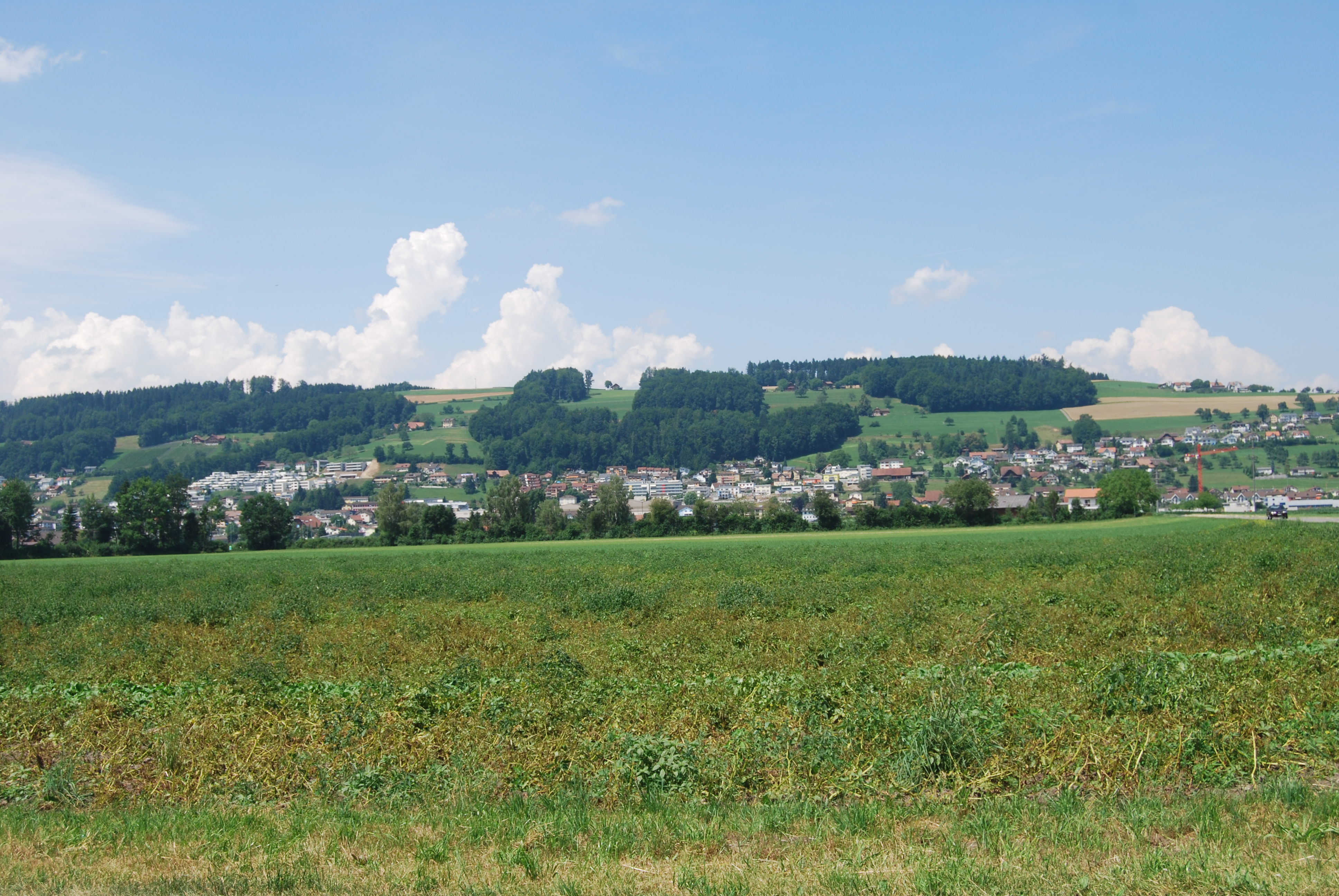
Wauwil

Wauwil telt 1.598 inwoners.

## Kaas
Aan de rand van de veengronden bij Wauwil ligt de Santenberg. Tot diep in de berg loopt een doolhof van gangen. De temperatuur is er constant 12 graden en de luchtvochtigheid is er 96%. In de Emmi grot bij Kaltbach wordt een speciale soort Emmentaler en Gruyère gemaakt. De Kaltbach Emmentaler en de Kaltbach Le Gruyère worden al 25 jaar gekocht bij Benoît and René Kolly uit Fribourg, en rijpen een jaar lang in de Emmi grot. De kazen krijgen tijdens de rijping een donkere korst.
Kaltbach Le Gruyère heeft de gouden medaille in de categorie 'Beste Zwitserse Kaas' op de Nantwich International Cheese Show in Engeland gewonnen in 2007 en 2008.